# دادگاه بلزن

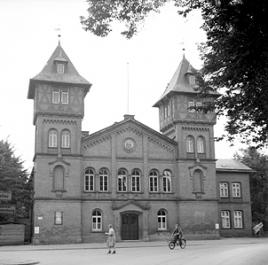
مکان دادگاه بلزن در یک سالن ورزشی در لونبورگ

دادگاه بلزن یکی از چندین دادگاهی بود که نیروهای اشغالگر متفقین پس از پایان جنگ جهانی دوم علیه مقام‌ها و کارگزاران پیشین آلمان نازی انجام دادند.
این دادگاه در لونبورگ، نیدرزاکسن، آلمان در سال ۱۹۴۵ انجام شد و متهمان مردان و زنان اس‌اس و کارمندان زندان بودند که در اردوگاه‌های گوناگون، به ویژه آشویتس و برگن-بلزن، کار کرده بودند.
این دادگاه در سراسر جهان مورد توجه بسیاری قرار گرفت، زیرا مردم برای نخستین بار از زبان برخی از مسئولان دربارهٔ کشتار در اردوگاه‌های مرگ در لهستان اشغالی می‌شنیدند. بعضی از دادگاه‌های پس از این دادگاه را نیز گاه از جمله دادگاه بلزن به‌شمار می‌آورند.

## دادگاه نخست
نخستین دادگاهی در ۱۷ سپتامبر ۱۹۴۵ در یک سالن ورزشی در لونبورگ صورت گرفت. متهمان ۴۵ کارگزار مرد و زن پیشین اس‌اس و کاپو (کارکنان زندانی) از اردوگاه‌های کار اجباری برگن-بلزن و آشویتس بودند. یوزف کرامر فرمانده اردوگاه برگن-بلزن و پیش از آن، آشویتس بود. از متهمان دیگر، ۱۲ تن کاپو، ۱۶ زن عضو اس‌اس و ۱۶ مرد عضو اس‌اس بودند. اگرچه اس‌اس یک سازمان مردانه بود، اما زنان نیز می‌توانستند به عنوان اعضای SS-Gefolge، که نوعی کارمندی غیرنظامی بود، نام‌نویسی کنند. پس از آغاز دادگاه تشخیص داده شد که یکی از کارکنان زندانی، لادیسلاو گورا، که از جمله اعضای اس‌اس بازداشتی بود، بسیار بیمار است و نمی‌تواند دادگاهی شود. سه تن دیگر نیز به همین دلیل پیش از آغاز محاکمه از فهرست متهمان خارج شده بودند. سه تن از اعضای اس‌اس در هنگام تلاش برای فرار پس از تسلط بریتانیایی‌ها بر اردوگاه با شلیک گلوله کشته شدند، و یکی نیز خودکشی کرده بود. از مجموع ۷۷ تن از کارمندان اردوگاه که توسط انگلیسی‌ها در آوریل دستگیر شدند، ۱۷ تن دیگر تا ۱ ژوئن ۱۹۴۵ بر اثر تیفوس فوت کرده بودند.
در کنار کرامر، بلندپایه‌ترین متهمان عبارت بودند از فریتس کلاین، که پزشک اردوگاه بلزن بود و فرانتس هوسلر، معاون فرمانده اردوگاه. الیزابت فولکنرات پیش از آمدن به بلزن، در آشویتس اوبرآوفزهرین (Oberaufseherin : سرپرست ارشد) بود. بسیاری از متهمان تنها اندکی پس از فوریه ۱۹۴۵ به برگن-بلزن فرستاده شده بودند، برخی حتی تا دو روز پیش از آزاد شدن اردوگاه. با این حال، اکثر آنها پیشتر در سایر اردوگاه‌های کار اجباری در منصب‌های مشابه فعالیت داشته بودند. این محاکمه در دادگاه نظامی بریتانیا انجام شد. قاضیان شامل سرلشکر برنی فیکلین (ریاست جلسه)، سرتیپ کاسانوو، سرهنگ ریچاردز، سرهنگ دوم موریش و سرهنگ دوم مک‌لی استرلینگ وکیل قاضی بودند. سرهنگ بک‌هاوس، سرگرد مورتون-نیل، سروان استوارت و سرهنگ دوم جِن وکیل دادستانی بود.
از آنجا که این دادگاه نظامی بود، از دیدگاه قانونی بر پایه مقررات دادگاهی جنایتکاران جنگی تحت حکم سلطنتی ۱۴ ژوئن ۱۹۴۵ استوار شده بود. از آنجا که در هنگام ارتکاب جنایات، اتهامات مرتبط با حقوق بین‌الملل اعمال می‌شدند، دادگاه بلزن موردی از رسیدگی دادگاه به اعمال پیش از قانونی‌شدن آن حقوق نبود. با توجه به ماهیت دادگاه، تنها اتهامی که می‌شد بر علیه جنایتکاران مطرح کرد جنایات جنگی و جنایت علیه شهروندان کشورهای متفق بود. «جنایات علیه بشریت» و «جنایت علیه صلح»، که بعدها در دادگاه نورنبرگ مطرح شدند، از جمله اتهامات لونبورگ نبودند.
فهرست متهمان اس‌اس

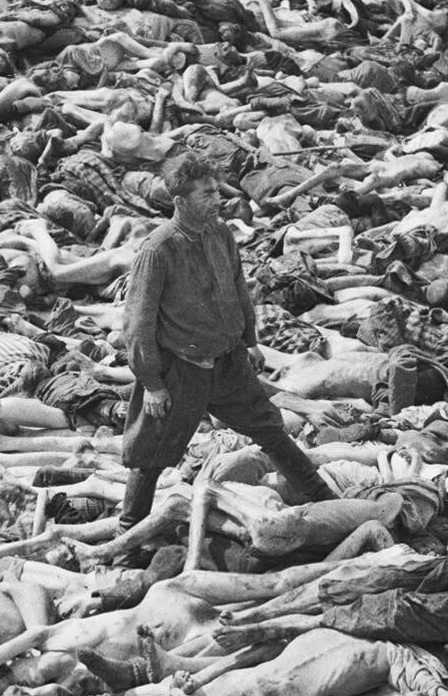
فریتس کلاین در کنار انبوه جسدهای زندانیانی که به دستور ارتش بریتانیا می‌بایست توسط کارکنان برگن-بلزن دفن می‌شدند.

(A=مجرم شناخته‌شده به دلیل جنایات در آشویتس، B = مجرم شناخته‌شده به دلیل جنایات در برگن-بلزن)
| نام                     | حکم                                     |
| ----------------------- | --------------------------------------- |
| یوزف کرامر (A, B)       | مرگ، اعدام در ۱۳ دسامبر ۱۹۴۵            |
| فریتس کلاین (A, B)      | مرگ، اعدام در ۱۳ دسامبر ۱۹۴۵            |
| پیتر واین‌گارتنر (A, B)  | مرگ، اعدام در ۱۳ دسامبر ۱۹۴۵            |
| فرانتس هوسلر (A)        | مرگ، اعدام در ۱۳ دسامبر ۱۹۴۵            |
| کارل فرانتسیو (B)       | مرگ، اعدام در ۱۳ دسامبر ۱۹۴۵            |
| آنسگار پیشن (B)         | مرگ، اعدام در ۱۳ دسامبر ۱۹۴۵            |
| فرانتس اشتوفل (B)       | مرگ، اعدام در ۱۳ دسامبر ۱۹۴۵            |
| ویلهلم دور (B)          | مرگ، اعدام در ۱۳ دسامبر ۱۹۴۵            |
| ایرما گرزه (A, B)       | مرگ، اعدام در ۱۳ دسامبر ۱۹۴۵            |
| الیزابت فولکنرات (A, B) | مرگ، اعدام در ۱۳ دسامبر ۱۹۴۵            |
| یوآنا بورمان (A, B)     | مرگ، اعدام در ۱۳ دسامبر ۱۹۴۵            |
| اتو کولسا (B)           | ۱۵ سال زندان، در ۷ مه ۱۹۵۵ آزاد شد      |
| هانریش شرایرر (A)       | ۱۵ سال زندان، در ۳ سپتامبر ۱۹۵۰ آزاد شد |
| هرتا اهلرت (B)          | ۱۵ سال زندان، در ۷ مه ۱۹۵۳ آزاد شد      |
| ابسه فورستر (B)         | ۱۰ سال زندان، در ۲۱ دسامبر ۱۹۵۱ آزاد شد |
| هرتا بوته (B)           | ۱۰ سال زندان، در ۲۱ دسامبر ۱۹۵۱ آزاد شد |
| ایرنه هاشکه (B)         | ۱۰ سال زندان، در ۲۱ دسامبر ۱۹۵۱ آزاد شد |
| گرترود سوئر (B)         | ۱۰ سال زندان، در ۲۱ دسامبر ۱۹۵۱ آزاد شد |
| آنا همپل (B)            | ۱۰ سال زندان، در ۲۱ آوریل ۱۹۵۱ آزاد شد  |
| گرترود فایست (B)        | ۵ سال زندان، در ۱۱ اوت ۱۹۴۹ آزاد شد     |
| فریدا والتر (B)         | ۳ سال زندان، در ۱۶ نوامبر ۱۹۴۸ آزاد شد  |
| هیلده لیزیه‌ویچ (B)      | ۱ سال زندان، در ۱۶ نوامبر ۱۹۴۶ آزاد شد  |
| گئورگ کرافت             | تبرئه                                   |
| یزف کلیپل               | تبرئه                                   |
| فریتس ماهتس             | تبرئه                                   |
| کارل اگرزدورفر          | تبرئه                                   |
| والتر اوتو              | تبرئه                                   |
| اریش بارش               | تبرئه                                   |
| ایدا فورستر             | تبرئه                                   |
| کلارا اوپیتس            | تبرئه                                   |
| شارلوت کلاین            | تبرئه                                   |
| هیلده‌گارد هانل          | تبرئه                                   |